# Llac de Walenstadt

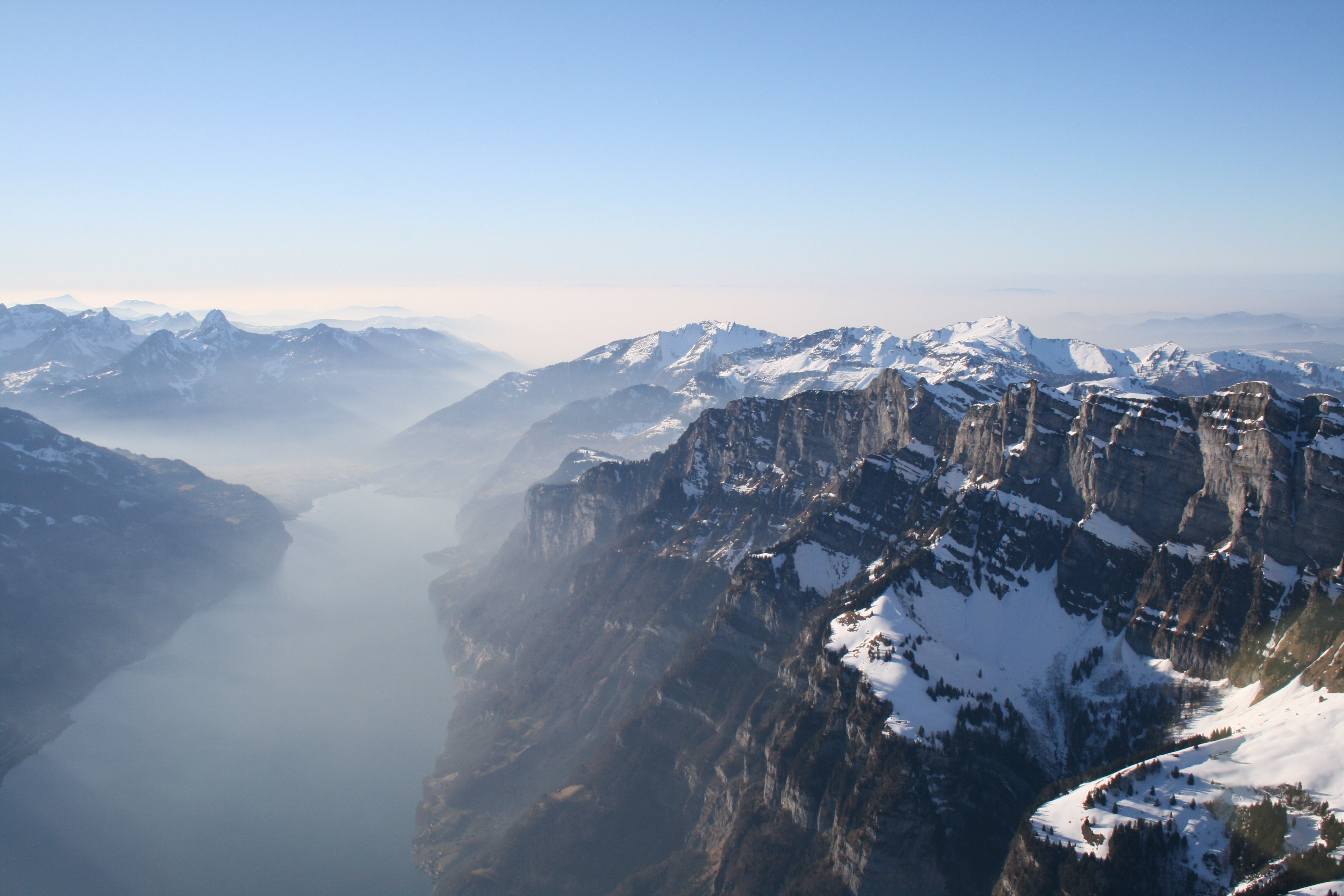
El llac entre muntanyes

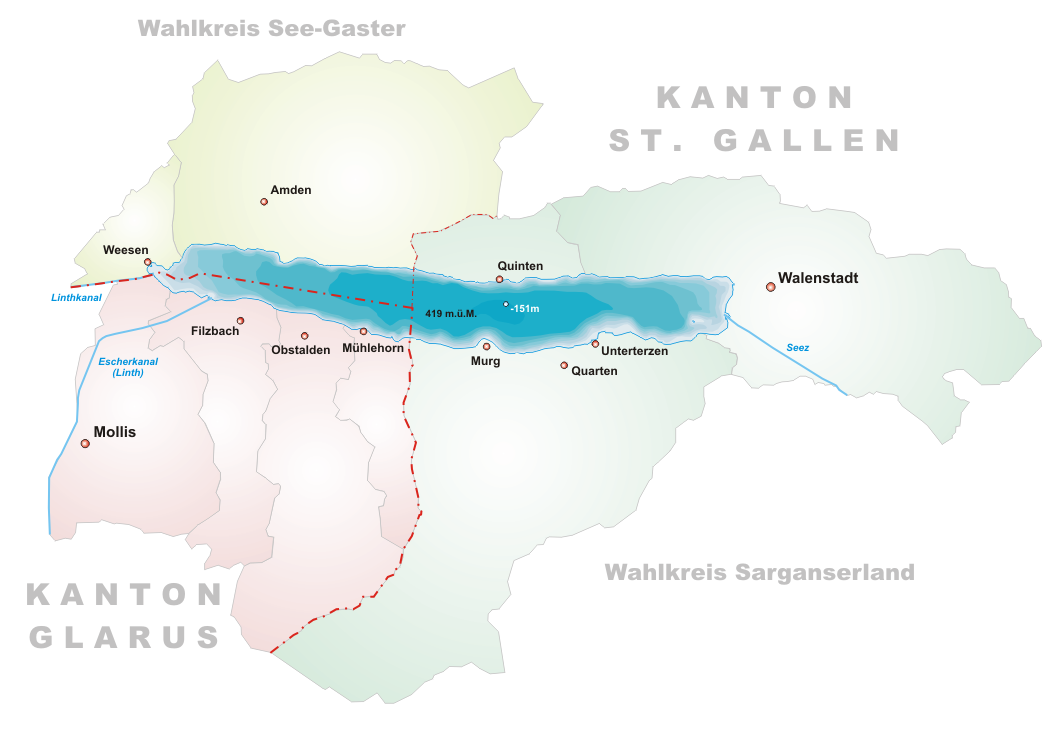
Mapa del llac

El llac de Walenstadt (en alemany Walensee) és un llac suís situat en els cantons de Sankt Gallen i el de Glarus. S'alimenta dels rius Linth i Seez. Ocupa una superfície de 24 km², està situat a 419 m sobre el nivell del mar i té una profunditat de 151 m.

## Història
Aquest llac va inspirar el músic Franz Liszt durant els seus primers anys a Suïssa i una de les seves peces porta el seu nom.